# Пёза
Пёза — река в Мезенском районе Архангельской области, правый приток реки Мезень.

## География

Бассейн реки Мезень

Река образуется слиянием рек Блудная и Рочуга, берущих начало с Тиманского кряжа. Длина реки составляет 363 км (с Рочугой — 515 км). Площадь бассейна составляет 15 100 км². Судоходна река на 300 км от устья.
Крупные притоки: Варчушка, Цема, Няфта, Неручей.
На реке стоит деревня Бычье.
В Усть-Пёзе был обнаружен типовой вид рода макролетер Macroleter poezicus — вымершей среднепермской рептилии семейства Nycteroleteridae подкласса анапсид.

## Гидрология
Река замерзает в ноябре и остаётся под ледяным покровом до мая. Среднегодовой расход воды — в устье — 122 м³/с.
| Средний расход воды (м³/с) реки Пёза по месяцам с 1933 по 1993 гг. (замеры производились на гидрологическом посту в районе с. Бычье (Игумново), в 67 км от устья) |